# جبل زغوان

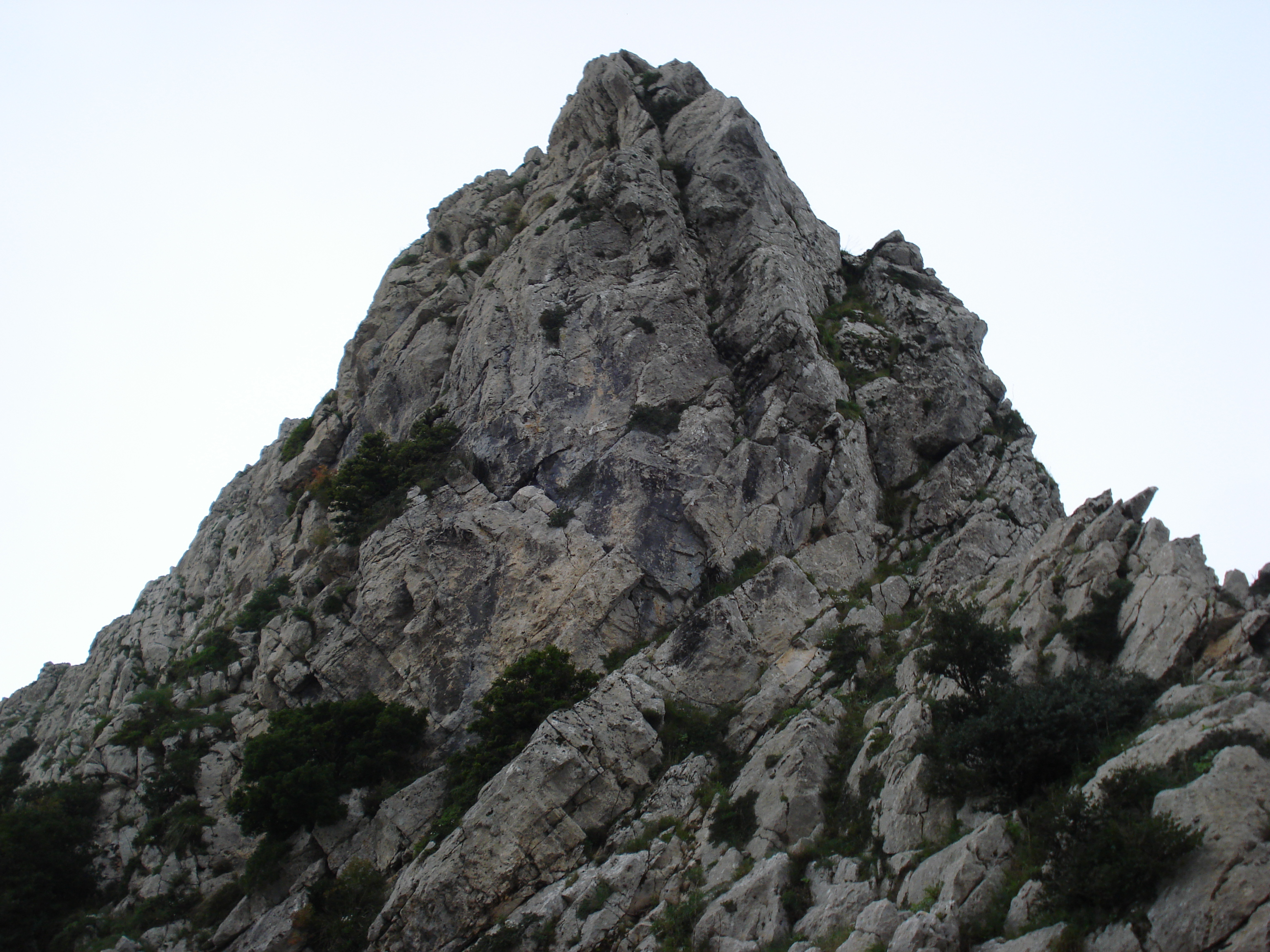
رأس القصعة، وهي قمة جبل زغوان

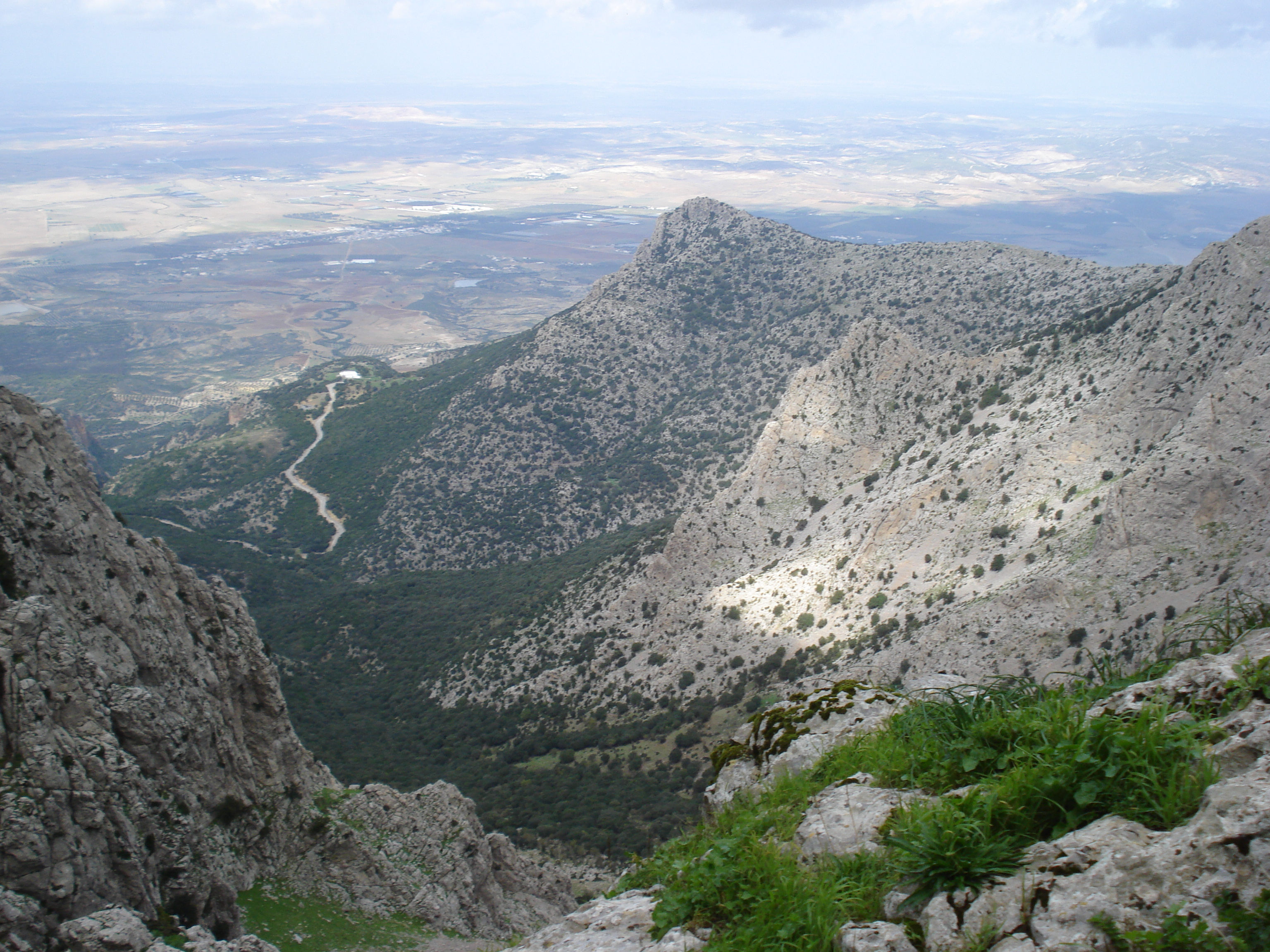
جبل زغوان كما يُرى بقُرْب القمة

جبل زغوان هو جبل يقع قرب مدينة زغوان بتونس، وهو يمتد على طول 9 كم وعلى عرض 3 كم. تقع قمته (المسماة رأس القَصْعَة) على ارتفاع 1295 م. يوجد فيه معبد يطلق عليه معبد الماء يعود إلى الحقبة الرومانية، وهو منطلق الحنايا (أي القناطر المائية). كما يحتوي جبل زغوان على مغارات أثرية.

## المنتزه الوطني

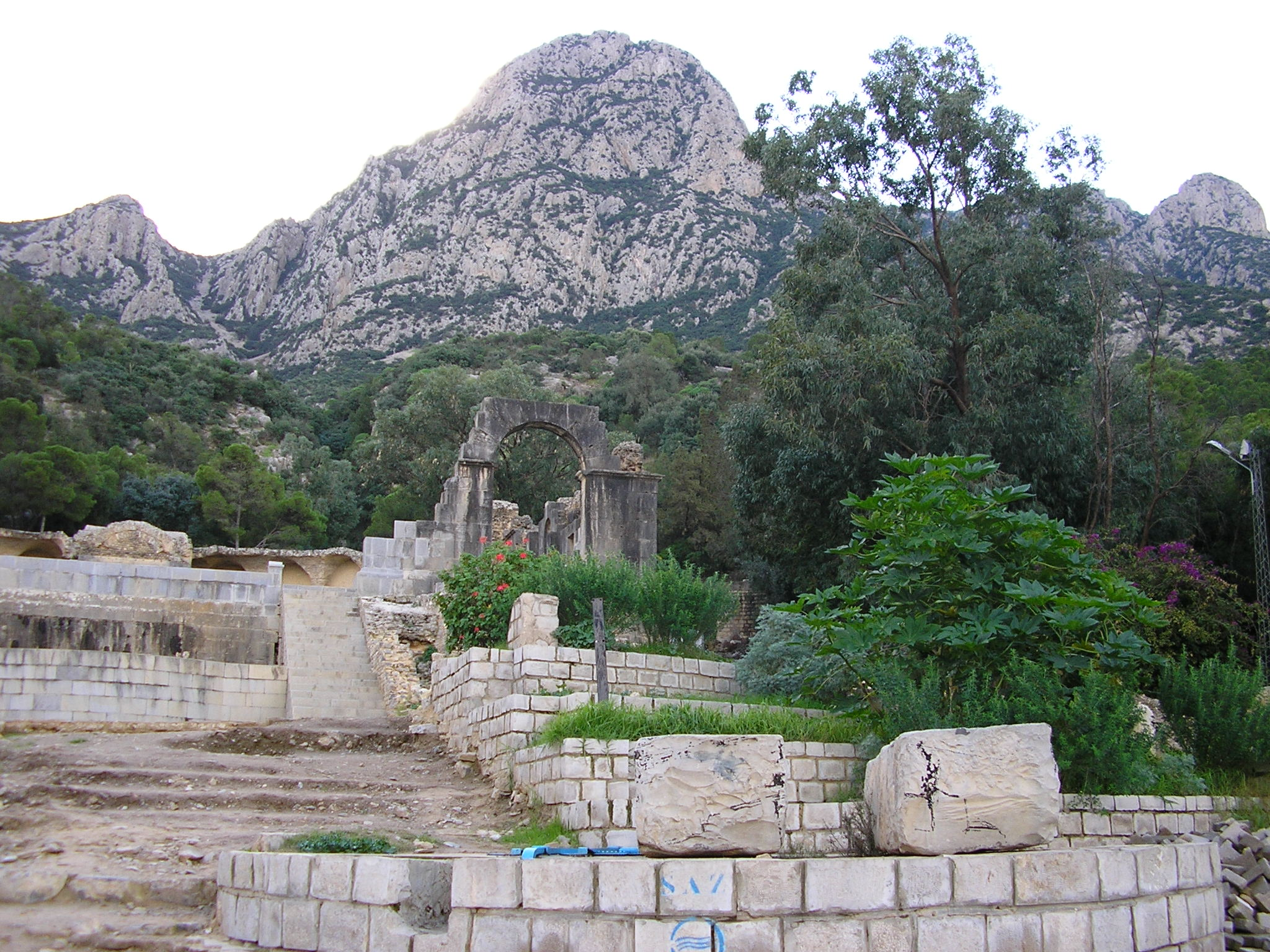
معبد الماء بجبل زغوان
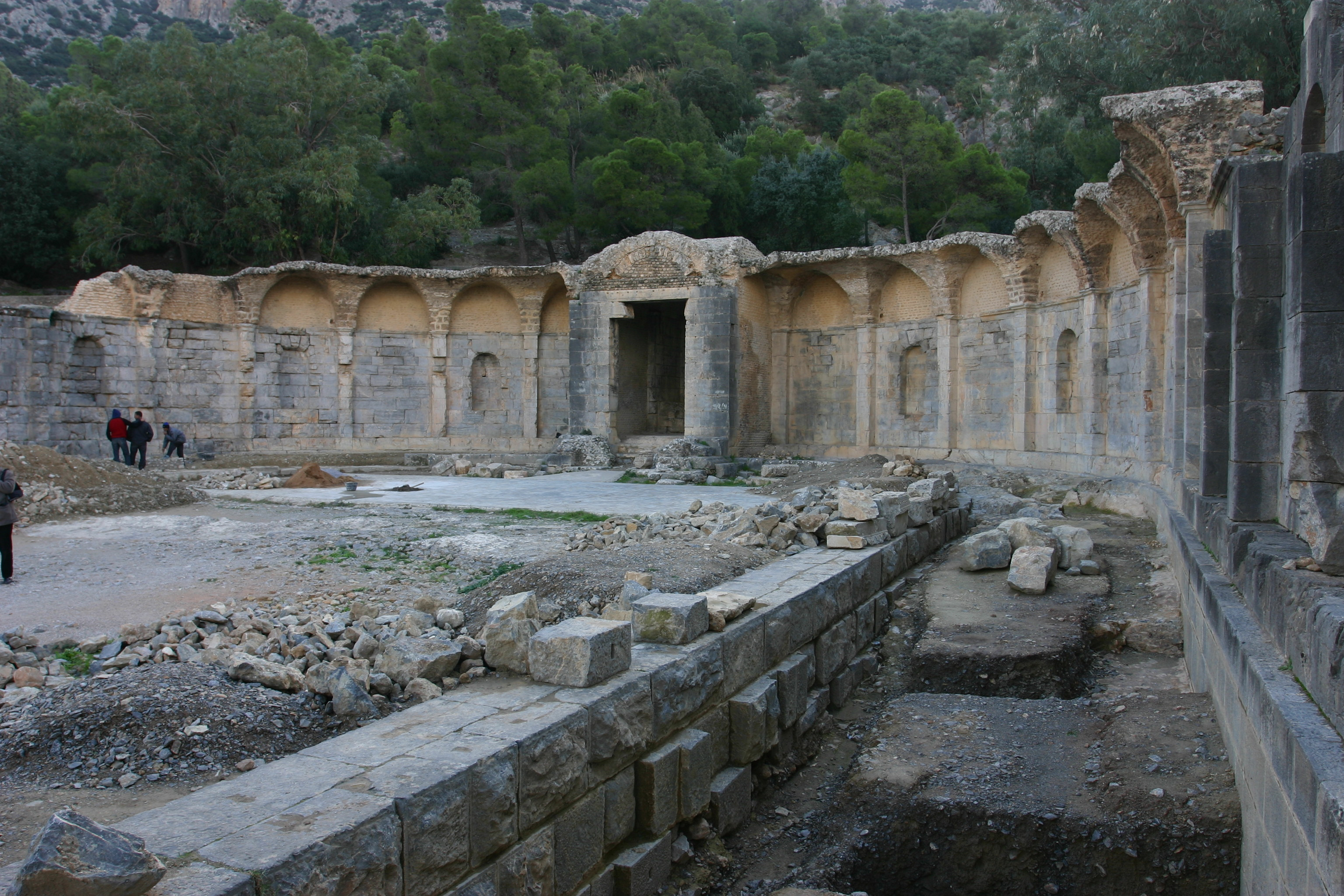
معبد الماء بجبل زغوان

## مواضيع ذات صلة
- جبال تونس
- ولاية زغوان